# Лелиан
Ульпий Корнелий Лелиан (лат. Ulpius Cornelius Laelianus; умер в 269 году), также известный в римской историографии как Лелиан, — император Галльской империи, правивший в 269 году.
О Лелиане сохранилось немного информации. В 269 году он поднял восстание во главе рейнских легионов против первого галльского императора Постума, но спустя несколько месяцев был убит.

## Биография
О происхождении и дате рождения Лелиана нет никаких сведений. Согласно мнению некоторых исследователей, основывающихся на изучении портретов Лелиана на монетах, на которых изображён человек с тонкими чертами лиц, он имел аристократическое происхождение. Помимо этого, свидетельством знатного происхождения может служить и имя Лелиана — Ульпий, которое имеет неримское происхождение. Возможно, он происходил из испанской знати. Автор биографии Лелиана в «Истории Августов» Требеллий Поллион подчеркивает, что он как и Постум прославился «доблестью, а не весом своего знатного происхождения». В других исследованиях имени Лелиана приводится мнение о его германском происхождении. При этом нельзя отвергать версию об испанском происхождении Лелиана, которое допускает, в свою очередь, его притязания на родство с римскими императором II века Марком Ульпием Траяном. Возможно, Лелиан использовал сходство имен, чтобы объявить себя родственником Траяна и тем самым легитимизировать своё господство. В подавляющем большинстве античных источников имя Лелиана передается неверно. В частности, встречаются такие формы, как Лоллиан, Эмилиан, Элиан и Л. Элиан. И только лишь Аврелий Виктор верно указывает его имя.
Не менее дискуссионным является вопрос о должности, которую занимал Лелиан к моменту начала восстания. Ряд историков полагают, что он занимал должность наместника Верхней Германии либо легата XXII Перворожденного легиона, поскольку центр восстания находился в Могунциаке — столице Верхней Германии. Существует также уникальный золотой ауреус Лелиана, на котором изображена персонификация Германии в образе Virtus Militum, держащей флаг с надписью XXX, что является указанием на XXX Победоносный Ульпиев легион, дислоцировавшийся тогда в Нижней Германии. На этом базируется гипотеза, что Лелиан был либо легатом этого легиона, либо командующим гарнизона Кастры Ветеры, либо наместником Нижней Германии. Ю. В. Куликова считает наиболее вероятной версией, что Лелиан был простым офицером в Могунциаке либо командовал его гарнизоном.
Начало восстания Лелиана пришлось на январь-март 269 года. В большинстве источников его центром указан Могунциак. Но возможно также и то, что восстание началось в Кастре Ветере, где первоначально и располагался монетный двор Лелиана, который затем переехал в Могунциак. Таким образом, мятеж Лелиана распространился на восточную часть рейнской области и, быть может, на Колонию Агриппины. Причиной восстания, по всей видимости, стало недовольство стоявших на рейнской границе войск или непрочность власти Постума на Рейне, а само оно произошло после успешного похода Лелиана против германских племён. Постум выступил против Лелиана, но погиб после взятия Могунциака поскольку запретил своим солдатам его разграбить.
Касательно гибели Лелиана существует несколько версий. Согласно одной, он был убит собственными солдатами «за то, что он требовал от них слишком напряжённого труда». По другой, Лелиан был убит Постумом. И, наконец, третья версия гласит, что Лелиан бежал из Могунциака, ища поддержку в других городах, однако спустя некоторое время был настигнут преследующим его Викторином и убит. Восстание Лелиана длилось несколько месяцев до мая-июня 269 года. Требеллий Поллион рассказывает, что по приказу Лелиана были восстановлены города, уничтоженные во время вторжения германцев, но представляется сомнительным, что он успел это сделать за столь короткий промежуток времени.